# マナグア国際空港

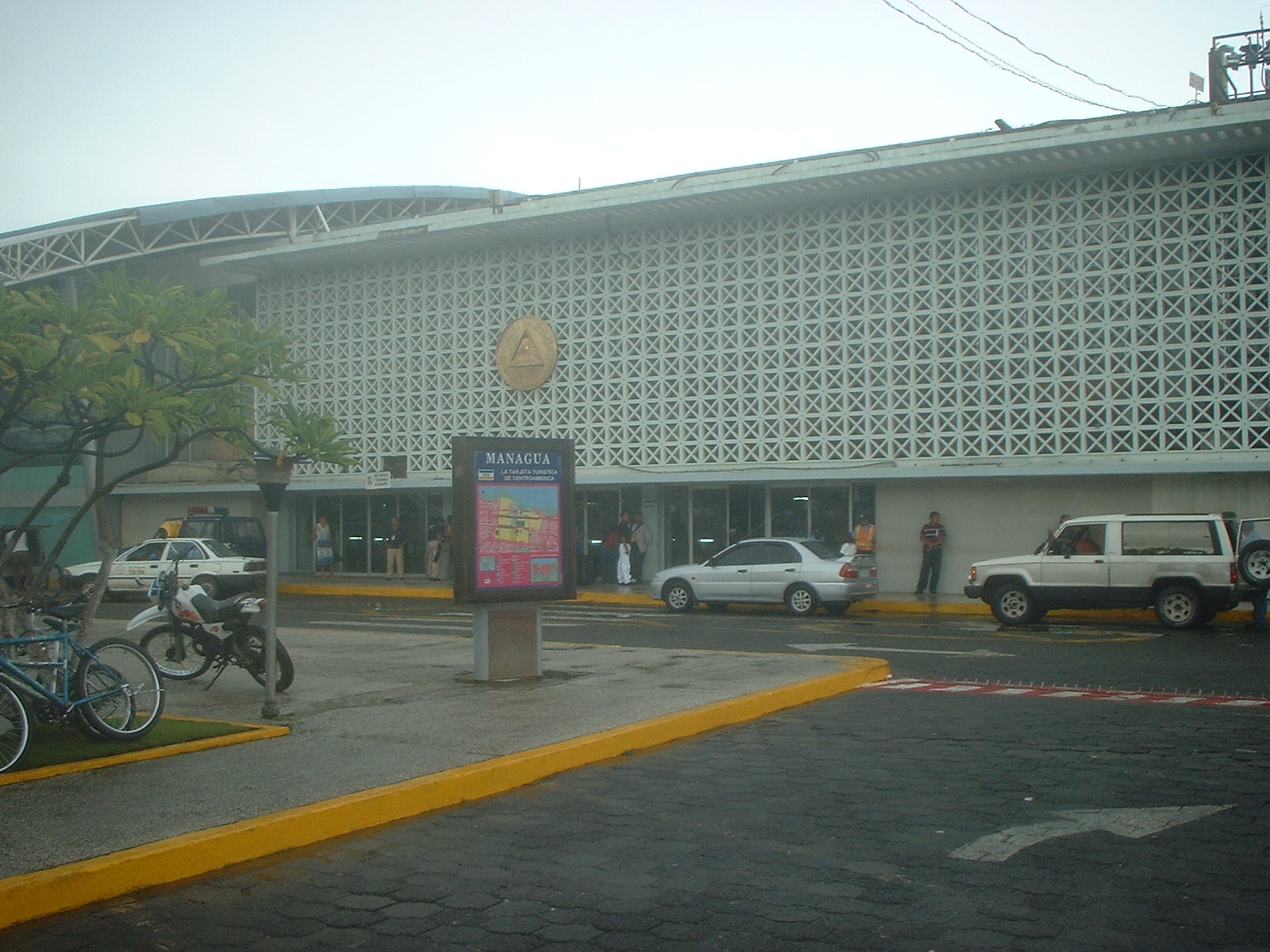
マナグア国際空港国際線ターミナル

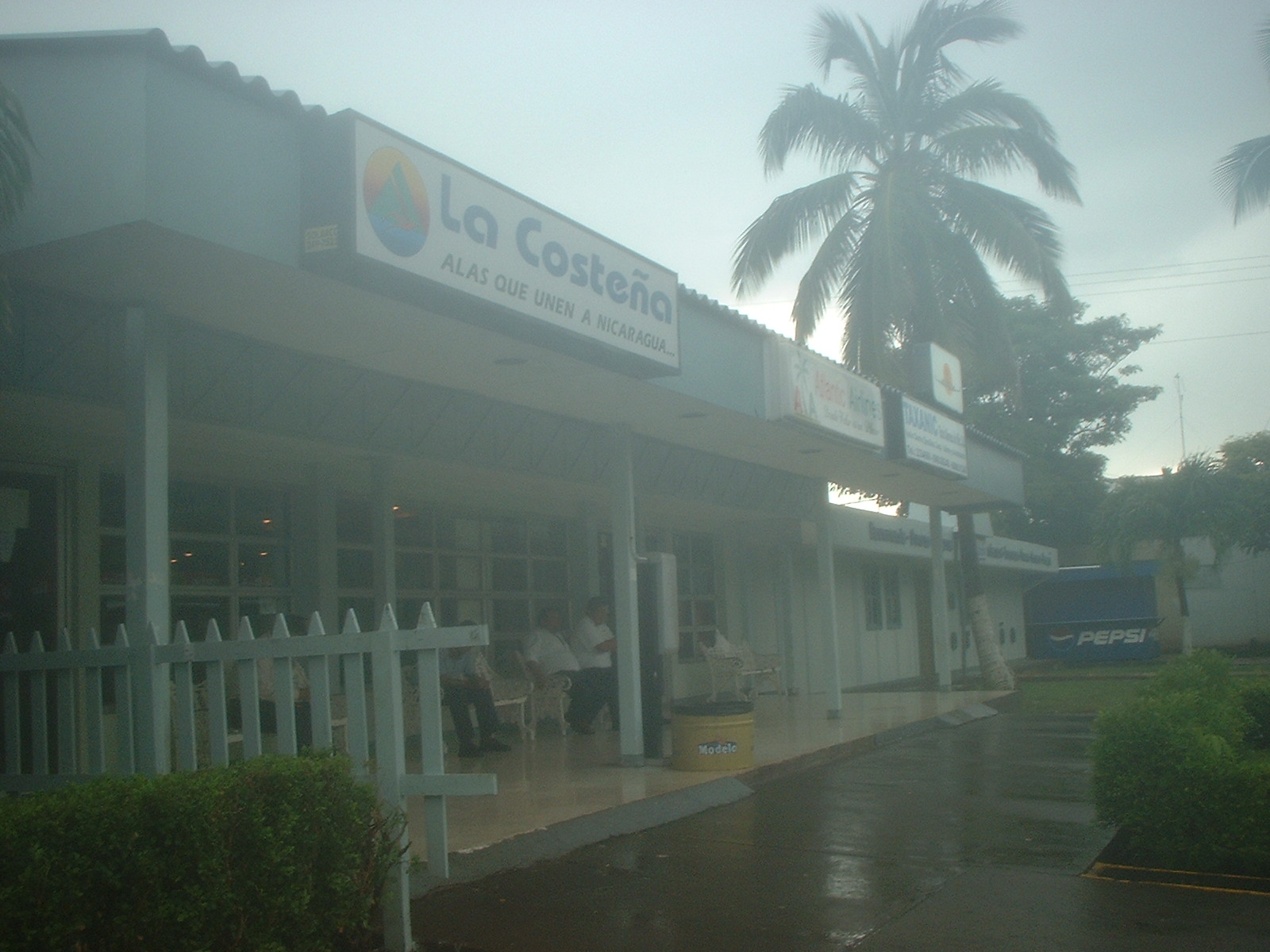
マナグア国際空港国内線ターミナル

マナグア国際空港（西: Aeropuerto Internacional de Managua）は、ニカラグア共和国の首都マナグアにある国際空港である。
1968年にラス・メルセデス国際空港（英: Las Mercedes International Airport）として開港。当時からボーイング707が使用できるよう設計されていた。ニカラグア革命後の1980年代のサンディニスタ政権(FSLN)の時代には、ニカラグアの英雄、アウグスト・セサル・サンディーノの名前から、アウグスト・C・サンディーノ国際空港（英: Augusto C. Sandino International Airport）と改称された。その後1991年のFSLNの選挙による敗北により空港はマナグア国際空港に戻されたが、2007年2月に前年の大統領選でFSLNが勝利したことを受けて、再びアウグスト・C・サンディーノ国際空港に改称された。

## 就航路線

### 国際線
| 航空会社               | 就航地                                 |
| ---------------------- | -------------------------------------- |
| アエロ・カリビアン航空 | ハバナ、サン・ペドロ・スーラ           |
| アビアンカ航空         | マイアミ、サン・ホセ、サン・サルバドル |
| アメリカン航空         | マイアミ、ダラス                       |
| エア・トランザット     | 季節運航：モントリオール               |
| コパ航空               | グアテマラシティ、パナマ、サン・ホセ   |
| コンビアサ航空         | カラカス、パナマ                       |
| デルタ航空             | アトランタ                             |
| Nature Air             | サン・ホセ                             |
| スピリット航空         | フォートローダーデール                 |
| ユナイテッド航空       | ヒューストン                           |

### 国内線
| 航空会社               | 就航地                                                                                       |
| ---------------------- | -------------------------------------------------------------------------------------------- |
| アビアンカ・ニカラグア | ブルーフィールズ、Bonanza、コーン諸島、プエルト・カベサス、Rosita、San Carlos、Siuna、Waspán |

### 貨物便
| 航空会社 | 就航地   |
| -------- | -------- |
| UPS航空  | マイアミ |